# Ogni lasciato è perso
Ogni lasciato è perso è un film del 2001 diretto ed interpretato da Piero Chiambretti.

## Trama
Film autobiografico, nel quale il noto conduttore televisivo racconta, anche con intrecci onirici, una vicenda nella quale egli viene sedotto ed abbandonato.

## Produzione
Il film è stato girato a Maratea (Basilicata), Roma, Sardegna e Torino ed è uscito nelle sale il 19 gennaio 2001.